# Кафе Рома
Кафе Рома је насеље у Италији у округу Сасари, региону Сардинија.
Према процени из 2011. у насељу је живело 102 становника. Насеље се налази на надморској висини од 161 м.